# پلکس
پلکس (انگلیسی: PLECS) یک نرم‌افزار مربوط به مهندسی برق است.
این نرم‌افزار به‌طور خاص برای الکترونیک قدرت طراحی شده‌است اما می‌تواند برای هر شبکه الکتریکی استفاده شود. پلکس شامل امکان مدل‌سازی کنترل‌ها و حوزه‌های مختلف فیزیکی (حرارتی، مغناطیسی و مکانیکی علاوه بر سامانه الکتریکی است.
بیشتر برنامه‌های شبیه‌سازی مدار سوئیچ‌ها را به عنوان عناصر بسیار غیرخطی مدل می‌کنند. به دلیل ولتاژ و جریان گذرا، هنگام سوئیچ کلیدها شبیه‌سازی کُند می‌شود. در بیشتر کاربردهای ساده، سوئیچ‌ها به عنوان مقاومت متغیر مدل می‌شوند که بین مقاومت بسیار کوچک و بسیار بزرگ متناوب هستند. در موارد دیگر، آنها با یک مدل نیمه هادی پیچیده نشان داده می‌شوند.
با این وجود، هنگام شبیه‌سازی سیستم‌های الکترونیکی قدرت پیچیده، فرآیندهای حین سوئیچینگ علاقه چندانی ندارند. در این شرایط استفاده از سوئیچ‌های ایده‌آل مناسب تر است که بلافاصله بین یک مدار بسته و یک مدار باز جابجا می‌شوند. این رویکرد، که در پلکس پیاده‌سازی شده‌است، دارای دو مزیت عمده است: اولاً، این سیستم‌هایی را ارائه می‌دهد که به صورت چند قطعه ای خطی در آنی سوئیچینگ قرار دارند، بنابراین مشکل دیگر شبیه‌سازی ناپیوستگی غیر خطی که در مدار معادل آن در مدار رخ می‌دهد، حل می‌شود. سوئیچینگ فوری ثانیاً، برای رسیدگی به ناپیوستگی‌ها در لحظه‌های سوئیچینگ، فقط دو مرحله ادغام مورد نیاز است (یکی برای قبل از لحظه، و یک مرحله بعد). هر دو این مزیت‌ها، بدون از بین بردن دقت، به‌طور قابل ملاحظه ای سرعت را افزایش می‌دهند؛ بنابراین این نرم‌افزار برای مدل‌سازی و شبیه‌سازی سیستم‌های پیچیده درایو و مبدل‌های چند سطحی مدولار مناسب است.